# 狭苞橐吾
狭苞橐吾（学名：Ligularia intermedia）为菊科橐吾属下的一个种。其种加词“intermedia”意为“中间的”。